# Tachina zimini
Tachina zimini là một loài ruồi trong họ Tachinidae.